# タイラー・ブラックバーン
タイラー・ブラックバーン（Tyler Blackburn、1986年10月12日 - ）は、アメリカ合衆国の俳優。

## 出演作品
- プリティ・リトル・ライアーズ（ケイレブ・リバース）
- コールドケース6